# Uncomplicated Firewall
Uncomplicated Firewall (UFW) ist ein Programm für die Verwaltung einer Netfilter-Firewall, das auf einfache Handhabung ausgelegt ist. 
UFW verwendet eine Befehlszeilenschnittstelle, die aus einer kleinen Anzahl einfacher Befehle besteht, und nutzt iptables zur Konfiguration. UFW ist standardmäßig in allen Ubuntu-Installationen ab 8.04 LTS verfügbar. Uncomplicated Firewall ist streng genommen keine eigene Firewall, sondern vereinfacht nur die Konfiguration der ohnehin eingebauten Funktionen.

## Rezeption
Für Computer Weekly ist Uncomplicated Firewall eine gute Erweiterung, die dabei hilft, Regeln im Terminal einfach zu steuern. Thomas Joos und Peter Schmitz meinen auf security-insider.de, dass UFW eine gute Erweiterung sei, die dabei helfe, die Regeln der „iptables“-Firewalls einfacher zur konfigurieren. Oliver Frommel meint im Admin-Magazin, dass eine Firewall-Konfiguration unter Linux nicht ganz trivial sei, aber durch UFW die Bedienung auf der Kommandozeile einfacher sei.